# Lijst van brutoformules L
Dit lemma is onderdeel van de lijst van brutoformules. Dit lemma behandelt de brutoformules van La (Lanthaan) t/m Lv (Livermorium).

## La
| Brutoformule                         | Gewone formule                 | Naam |
| ------------------------------------ | ------------------------------ | --- |
| {\displaystyle {\ce {La}}}           | {\displaystyle {\ce {La}}}     | Lanthaan ~ ook wel: lanthanium ~ in monaziet, bastnäsiet |
| {\displaystyle {\ce {La}}}-isotopen  | {\displaystyle {\ce {La}}}     | Isotopen van lanthaan 117La · 118La · 119La · 120La · 121La · 122La · 123La · 124La · 125La · 126La 127La · 128La · 129La · 130La · 131La · 132La · 133La · 134La · 135La · 136La 137La · 138La · 139La · 140La · 141La · 142La · 143La · 144La · 145La · 146La 147La · 148La · 149La · 150La · 151La · 152La · 153La · 154La · 155La |
| {\displaystyle {\ce {La}}}-mineralen | {\displaystyle {\ce {La}}}     | Lanthaanhoudend mineraal |
| {\displaystyle {\ce {LaN}}}          | {\displaystyle {\ce {LaN}}}    | Lanthaniumnitride ~ uit lanthanium en stikstof |
| {\displaystyle {\ce {LaO4P}}}        | {\displaystyle {\ce {LaPO4}}}  | Lanthaniumfosfaat ~ in monaziet |
| {\displaystyle {\ce {LaP}}}          | {\displaystyle {\ce {LaP}}}    | Lanthaniumfosfide ~ uit lanthanium en fosfor |
| {\displaystyle {\ce {La2O3}}}        | {\displaystyle {\ce {La2O3}}}  | Lanthaan(III)oxide ~ in vacuümbuizen |
| {\displaystyle {\ce {La2S3}}}        | {\displaystyle {\ce {La2S3}}}  | Lanthaan(III)sulfide ~ uit lanthanium en zwavel |
| {\displaystyle {\ce {La2Se3}}}       | {\displaystyle {\ce {La2Se3}}} | Lanthaniumselenide ~ uit lanthanium en seleen |

## Li
| Brutoformule                         | Gewone formule                  | Naam                                                                              |
| ------------------------------------ | ------------------------------- | --------------------------------------------------------------------------------- |
| {\displaystyle {\ce {Li}}}           | {\displaystyle {\ce {Li}}}      | Lithium                                                                           |
| {\displaystyle {\ce {Li}}}-isotopen  | {\displaystyle {\ce {Li}}}      | Isotopen van lithium 3Li · 4Li · 5Li · 6Li · 7Li · 8Li · 9Li · 10Li · 11Li · 12Li |
| {\displaystyle {\ce {Li}}}-mineralen | {\displaystyle {\ce {Li}}}      | Lithiumhoudend mineraal                                                           |
| {\displaystyle {\ce {LiNO3}}}        | {\displaystyle {\ce {LiNO3}}}   | Lithiumnitraat                                                                    |
| {\displaystyle {\ce {LiNbO3}}}       | {\displaystyle {\ce {LiNbO3}}}  | Lithiumniobaat ~ in vergelijking met bariumboraat                                 |
| {\displaystyle {\ce {LiO2}}}         | {\displaystyle {\ce {LiO2}}}    | Lithiumsuperoxide                                                                 |
| {\displaystyle {\ce {LiO4Sb}}}       | {\displaystyle {\ce {LiSbO4}}}  | Lithiumantimonaat ~ als antimonaat                                                |
| {\displaystyle {\ce {Li2MoO4}}}      | {\displaystyle {\ce {Li2MoO4}}} | Lithiummolybdaat                                                                  |
| {\displaystyle {\ce {Li2O}}}         | {\displaystyle {\ce {Li2O}}}    | Lithiumoxide                                                                      |
| {\displaystyle {\ce {Li2O2}}}        | {\displaystyle {\ce {Li2O2}}}   | Lithiumperoxide                                                                   |
| {\displaystyle {\ce {Li2O4S}}}       | {\displaystyle {\ce {Li2SO4}}}  | Lithiumsulfaat ~ in bereiding lithiumcarbonaat                                    |
| {\displaystyle {\ce {Li2S}}}         | {\displaystyle {\ce {Li2S}}}    | Lithiumsulfide                                                                    |
| {\displaystyle {\ce {Li3N}}}         | {\displaystyle {\ce {Li3N}}}    | Lithiumnitride ~ als nitride                                                      |

## Lr
| Brutoformule                        | Gewone formule             | Naam |
| ----------------------------------- | -------------------------- | --- |
| {\displaystyle {\ce {Lr}}}          | {\displaystyle {\ce {Lr}}} | Lawrencium |
| {\displaystyle {\ce {Lr}}}-isotopen | {\displaystyle {\ce {Lr}}} | Isotopen van lawrencium 252Lr · 253Lr · 254Lr · 255Lr · 256Lr · 257Lr · 258Lr · 259Lr · 260Lr · 261Lr · 262Lr |

## Lu
| Brutoformule                         | Gewone formule             | Naam |
| ------------------------------------ | -------------------------- | --- |
| {\displaystyle {\ce {Lu}}}           | {\displaystyle {\ce {Lv}}} | Lutetium |
| {\displaystyle {\ce {Lu}}}-isotopen  | {\displaystyle {\ce {Lu}}} | Isotopen van lutetium 150Lu · 151Lu · 152Lu · 153Lu · 154Lu · 155Lu · 156Lu · 157Lu · 158Lu · 159Lu · 160Lu · 161Lu · 162Lu · 163Lu · 164Lu · 165Lu · 166Lu · 167Lu · 168Lu · 169Lu · 170Lu · 171Lu · 172Lu · 173Lu · 174Lu · 175Lu · 176Lu · 177Lu · 178Lu · 179Lu · 180Lu · 181Lu · 182Lu · 183Lu · 184Lu |
| {\displaystyle {\ce {Lu}}}-mineralen | {\displaystyle {\ce {Lu}}} | Lutetiumhoudend mineraal |

## Lv
| Brutoformule                        | Gewone formule             | Naam                                                   |
| ----------------------------------- | -------------------------- | ------------------------------------------------------ |
| {\displaystyle {\ce {Lv}}}          | {\displaystyle {\ce {Lv}}} | Livermorium                                            |
| {\displaystyle {\ce {Lv}}}-isotopen | {\displaystyle {\ce {Lu}}} | Isotopen van livermorium 290Lv · 291Lv · 292Lv · 293Lv |